# Altes Rathaus (Mudau)

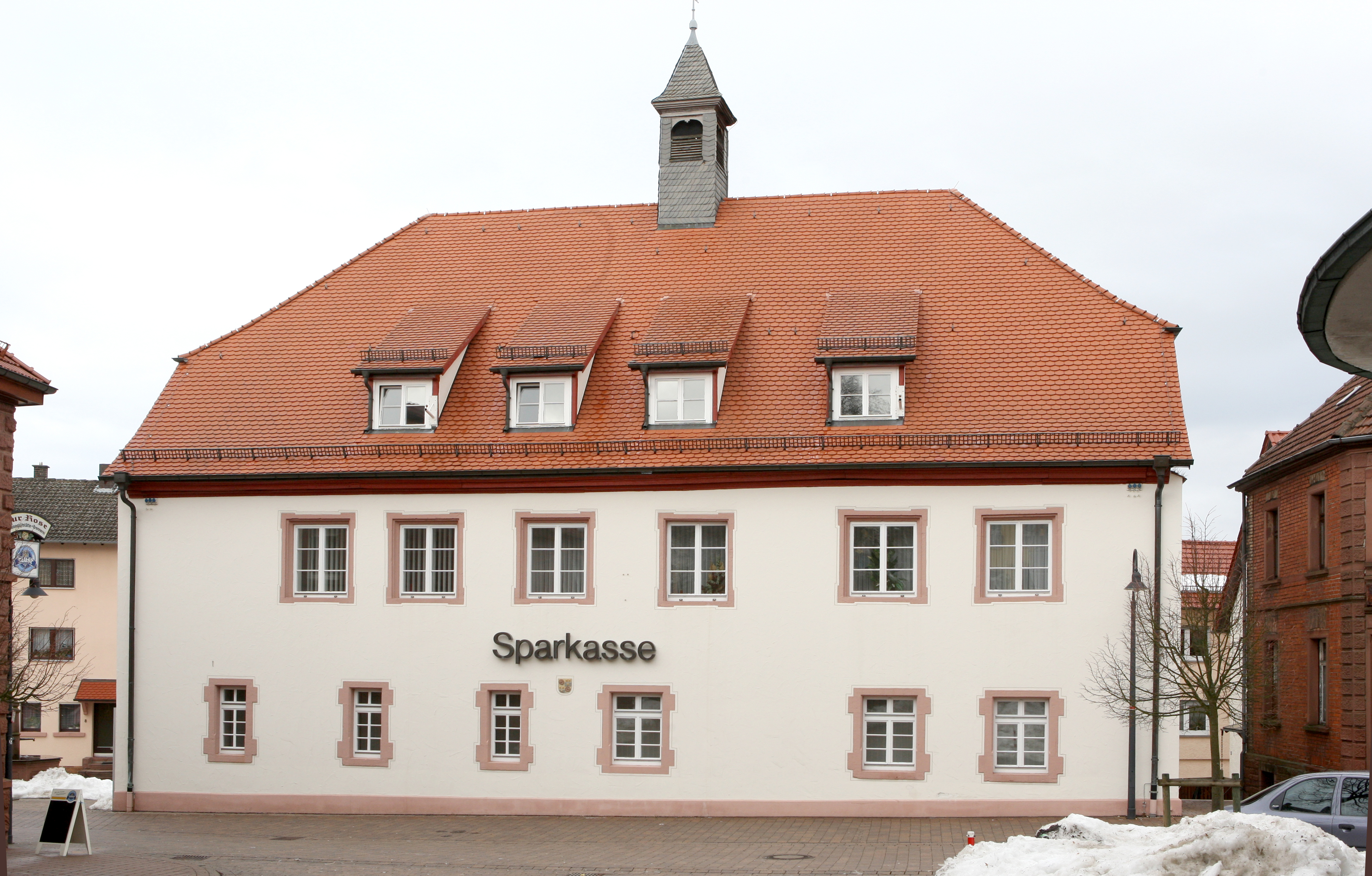
Altes Rathaus Mudau

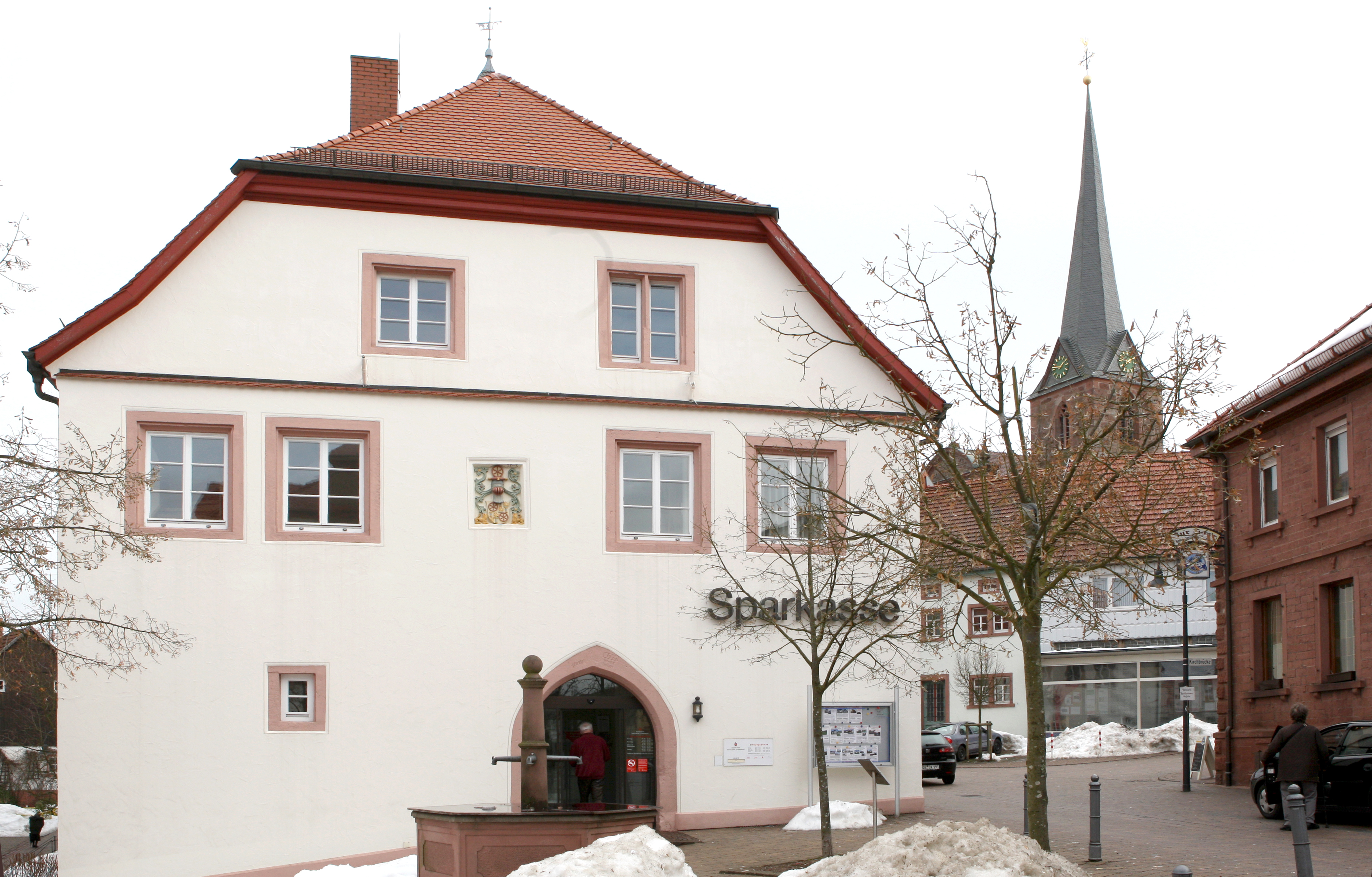
Altes Rathaus Mudau

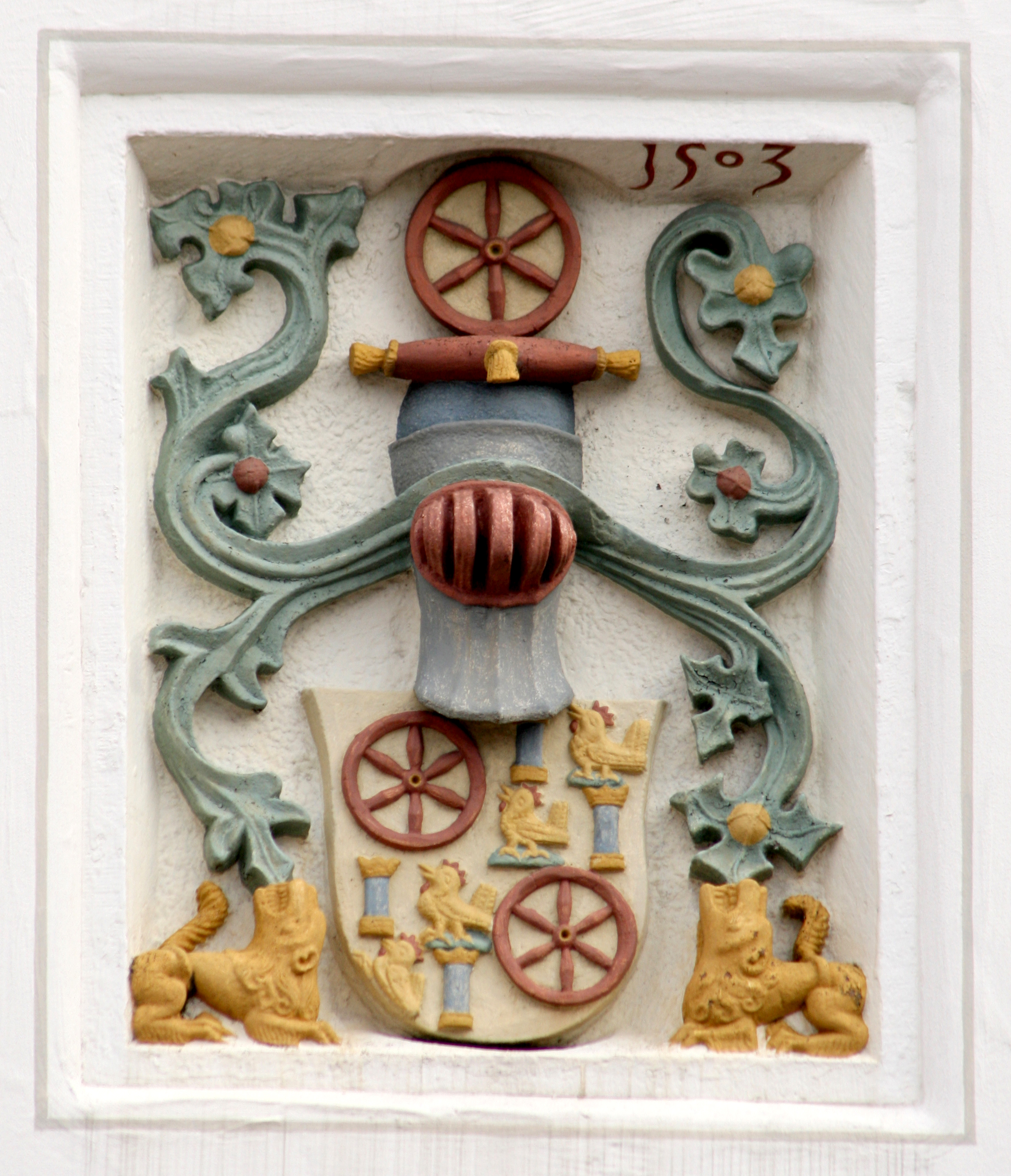
Das Wappen des Erzbischofs Berthold von Henneberg, Kurfürst von Mainz 1503 bis 1543

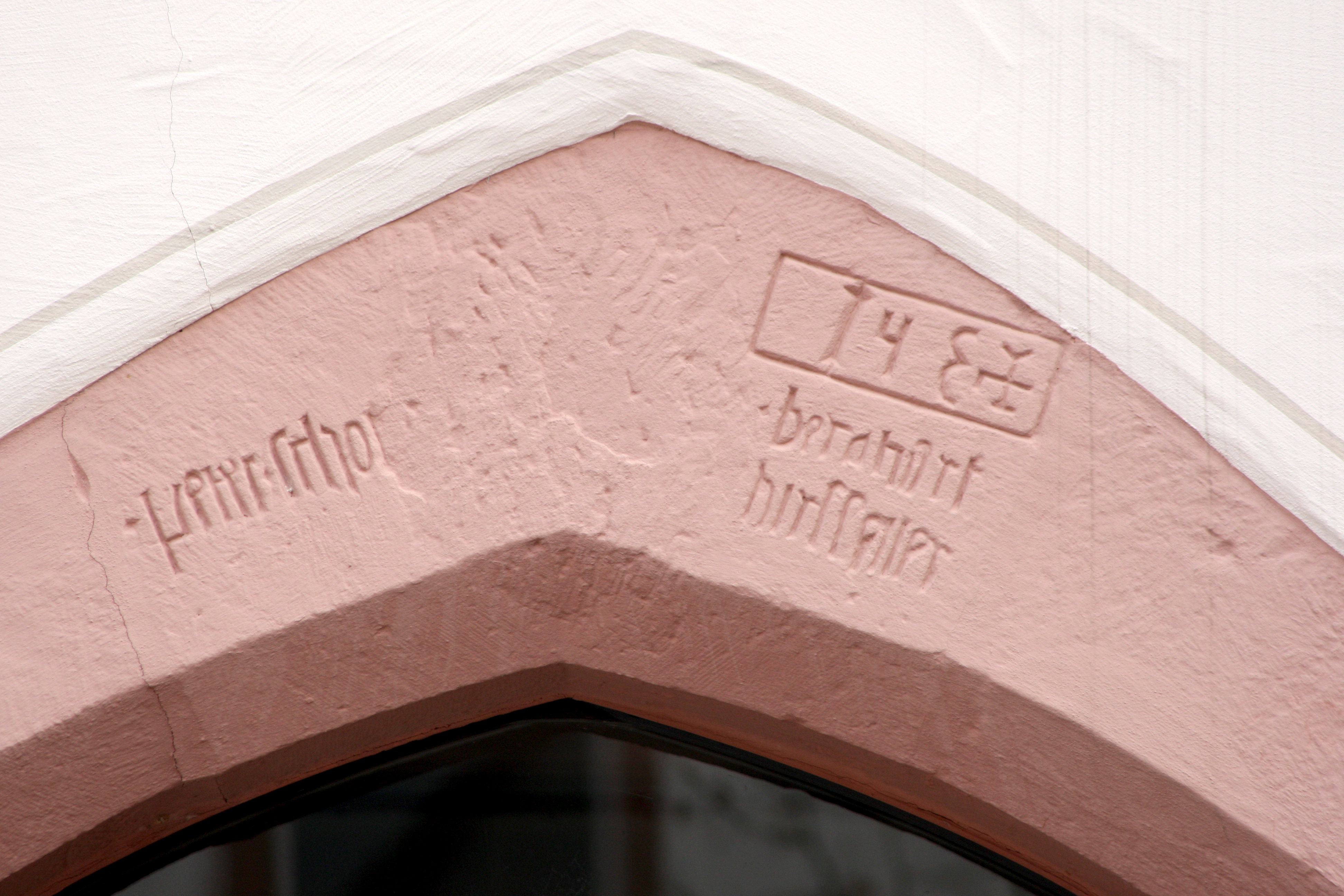
Inschrift im Türsturz des heutigen Hauptportals

Das Alte Rathaus ist ein Baudenkmal in Mudau im badischen Odenwald. 

## Geschichte
Das alte Rathaus stammt aus der Mitte des 15. Jahrhunderts, wurde unter Erzbischof Dietrich Schenk von Erbach, dem Kurfürsten von Mainz erbaut und war Sitz des Zentgrafen. An der Rückseite des Rathauses war früher ein zweistöckiger Anbau in dem sich das Gefängnis und ein Kerker befand. Mit der Aufhebung des Zent Mudau im Jahre 1803 kam Mudau zum Fürstentum Leiningen und der Anbau wurde nicht mehr benötigt, so zerfiel er mit der Zeit. 
In dem Türsturz über dem spitzbogigen Portal erkennt man noch heute die im Sandstein eingemeißelte Zahl 1434 als Jahr der Erbauung und den Namen des kurmainzischen Baumeisters Bernhart (in der Literatur: Lienhart) Hirtseller. Weiter links oben ist das Wappen von Erzbischof Berthold von Henneberg in das Mauerwerk eingelassen.
Das Gebäude war bis Mitte 1984 Sitz der Gemeindeverwaltung, die im Juli 1984 das sanierte und zum neuen Rathaus umgebaute ehemalige Schulhaus bezog. Das alte Rathaus wurde mit Kaufvertrag vom 23. März 1984 an die Sparkasse Buchen-Walldürn verkauft. Diese ließ das Gebäude gründlich renovieren und richtete im Juni 1990 eine Zweigstelle ein. Äußerlich blieb der spätgotische Bau nahezu unverändert. Lediglich das Hauptportal wurde aus Sicherheitsgründen von der Straßenseite weg an die Gebäudeseite verlegt und der Dachbereich durch Schleppgauben aufgelockert.
In dem Türmchen auf dem Walmdach hing früher ein Silberglöcklein, das im Winter um 22 Uhr, im Sommer um 23 Uhr vom Polizeidiener geläutet wurde. und die letzten Wirtshausgäste zur Heimkehr mahnte. Daher nannte man es auch „Lumbeglöckle“. Das Glöcklein stammte aus dem Jahr 1618 und wurde während des Zweiten Weltkriegs im Jahre 1942 eingeschmolzen. Bei der Renovierung des Gebäudes wurde ein neues Glöckchen installiert. Es wird seitdem jährlich zur Eröffnung des Laurentiusmarktes geläutet.

## Sage
Mit dem Silberglöckchen von einst ist auch eine Sage verbunden. Einmal sank ein müder Wandersmann, der sich die Füße wund gelaufen hatte, am Steinbacher Kreuz mutlos zusammen, weil er glaubte, sich verirrt zu haben. Noch einmal richtete er sich zu einem Vaterunser auf zum Kreuz. Da hörte er in der Ferne das Silberglöcklein auf dem Mudauer Rathaus-Turm, und der Wandersmann bekam die Kraft, dem Klang nachzugehen und fand in Mudau ein Nachtquartier. Das Silberglöcklein wurde so zu seinem Retter. Seither wurde es jede Nacht um 23 Uhr geläutet, damit „wer irre gelaufen sei, sich wieder zurecht finde“.